# Suttner (Adelsgeschlecht)

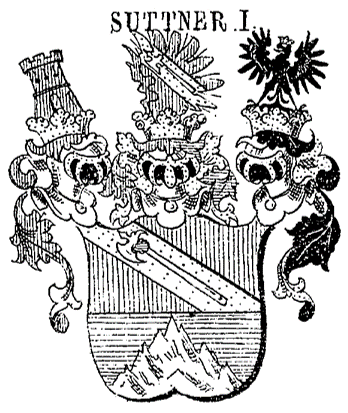
Wappen derer von Suttner (1715) in Siebmachers Wappenbuch

Die Freiherrn von Suttner sind ein österreichisches Adelsgeschlecht, aus dem der kaiserliche Leibarzt und Protomedicus Dr. med. et phil. Matthias Suttner 1715 in den Ritterstand erhoben und am 10. Dezember 1727 unter die neuen niederösterreichischen Ritterstandsgeschlechter aufgenommen wurde. Es teilte sich im 18. Jahrhundert in zwei Linien, in die ältere Linie auf Kirchstetten etc. und in die jüngere Linie zu Harmannsdorf bzw. zu Stockern. Aus der älteren Linie wurde Ritter Gustav Ferdinand im Jahre 1867 und aus der jüngeren Ritter Karl Gundacker 1866 in den Freiherrenstand erhoben.
Das berühmteste Mitglied der Familie (jüngere Linie) war Bertha Freifrau von Suttner (* 1843; † 1914), geborene Gräfin Kinsky von Wchinitz und Tettau, die 1905 als erste Frau den Friedensnobelpreis bekam.

## Stammwappen

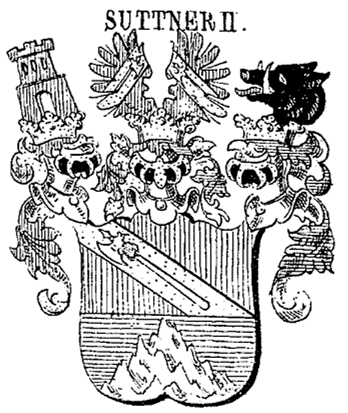
Wappen derer von Suttner (1866)

Diese wurde Matthias Ritter von Suttner am 29. November 1715 verliehen.
Ein von Rot über Blau quer geteilter Schild. Das obere Feld durchzieht ein schrägrechter, mit einer natürlichen goldbequasteten Hellebarde belegter goldener Balken. In dem unteren Feld steigt ein schroffer silberner Felsenberg aus dem Fußrande empor. Auf dem Hauptrande des Schildes ruht die Freiherrnkrone mit drei darauf gestellten Turnierhelmen. Der mittlere Helm trägt einen geschlossenen roten Adlerflug, der von einem dem im Schilde ersichtlichen, ähnlichen, Schrägbalken durchzogen ist. Auf der Krone des Helmes zur Rechten steht ein roter Zinnenturm mit offenem Tor, über welchem drei Schießscharten nebeneinander angebracht sind. Auf der Krone des Helmes zur Linken ist ein rot bezungter und goldgekrönter schwarzer Adler sichtbar.
Helmdecken: Die des mittleren Helmes sind rechts rot mit Gold, links blau mit Silber. Die des Helmes zur Rechten rot mit Silber, und die jenes zur Linken schwarz mit Gold unterlegt.
Schild: Halter sind zwei gegeneinander gekehrte, rotbezungte goldene Greife, flehend auf einer unter dem Schild verbreiteten goldenen Arabeske, welche ein rotes Band mit dem Wahlspruch „Schwinge die Lanze und traue auf Gott“ in goldener Lapidarschrift trägt.

## Geschichte

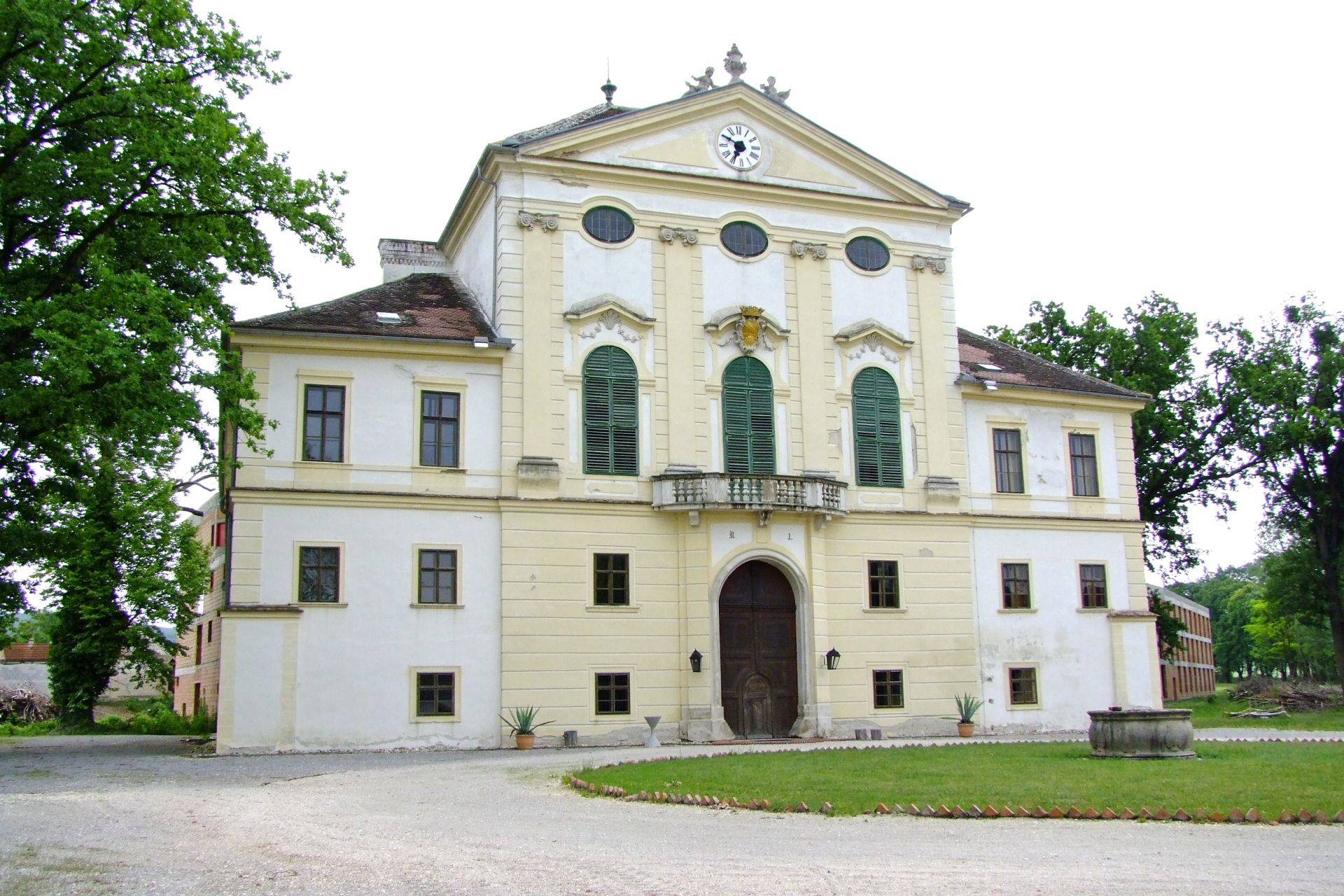
Schloss Kirchstetten

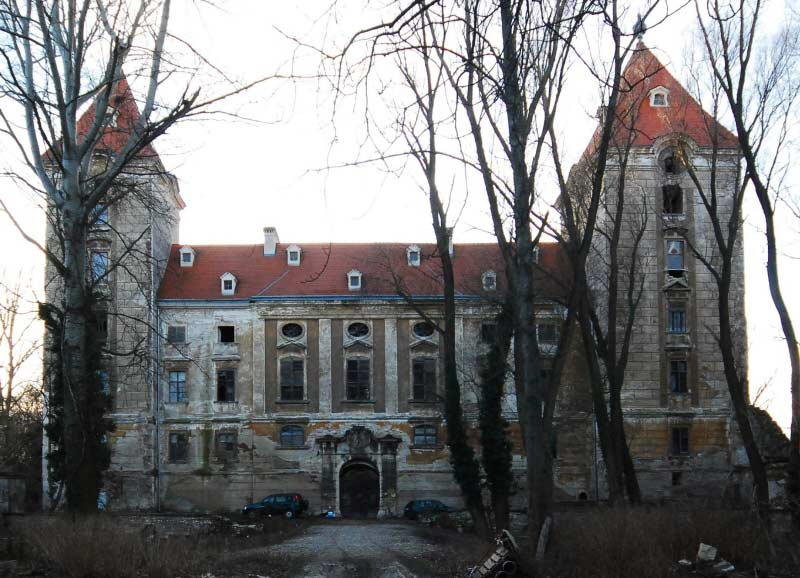
Schloss Ebenfurth

Suttnersches Anwesen in Wien, Matthias Suttner (1673–1733) erwarb das Gebäude (136) im Jahre 1718. Nach seinem Tod erbte der Sohn Leopold Gundacker von Suttner (1717–1754) das Anwesen, dann dessen Witwe Maria Anna Edle von Garelli (1717–1784), welche in zweiter Ehe den Namen „Hallweil“ trug. Sie vererbte an die gemeinsame Tochter Leopoldine Maria Clara von Suttner († 1789). Das Haus hatte den Schild „zum weißen Hahn“ (Karl August Schimmer, Ausführliche Häuserchronik der inneren Stadt Wien, Wien 1849). Das Anwesen war über 3 Hektar und 20 Ar groß.

Bereits im Dreißigjährigen Krieg fand das Geschlecht mit dem Stuckhauptmann Ferdinand Suttner (×† in Schweden) Erwähnung, Stammvater aller heute lebenden von Suttner. Er kämpfte auf Seiten des Heiligen Römischen Reiches Deutscher Nation
1) Sein Sohn Leonhardt siedelte sich als erster Suttner in Niederösterreich an. Er führte im Krieg gegen die Tataren 1683 die polnischen Hilfstruppen durch die Wälder zum Kahlenberg und zum Angriff auf die Türken vor Wien.
1.1) Dr. med. et phil. Matthias Suttner (* 1673 zu Inzersdorf; † 6. Juni 1733), Protomedicus der niederösterreichischen Landschaft, kaiserlichen Rat und Leibarzt wurde durch Kaiser Karl VI. am 29. November 1715 in Wien in den böhmischen Ritterstand erhoben und erhielt die böhmische, mährische und schlesische Landmannschaft. Bereits am 22. Mai 1699 erhielt er für seine Verdienste um die Wissenschaft von der Universität Bologna ein auf seinen Namen lautendes, mit Wappen versehenes Diplom, welches ihn zum Doctor der Weltweisheit und Arzneigelahrtheit ernannte. 1723 kauft er die Herrschaft und Schloss Kirchstetten. Im Jahre 1724 erwarb er in Oberhöflein die Herrschaft des Grafen Johann Joseph von Breuner und besaß auch die Herrschaften Wildendürnbach und Freyen-Thurn. Verehelicht (I) seit 26. Juni 1701 mit Barbara Regina Schwandner (* 1657; † 13, August 1715) und (II) seit 22. Juli 1716 mit Juliana Catharina von Eybl (* 20. Februar 1698; † 17. Oktober 1745)
1.1.1) (II) Leopold Gundacker (Gundakar) von Suttner (* 29. Mai 1717; † 26. November 1754), k.u.k. Hofkammerrat und Fideikommissherr der Herrschaften Kirchstetten, Mitterhof, Oberhöflein in den Jahren 1733–1754, Freyenthurn bei Klagenfurt, Theras sowie Ebenfurth in den Jahren 1747–1754. Im Jahre 1747 erwarb er die Herrschaft Ebenfurth vom Malteser-Orden, das Schloss, Land und Leibeigene der Familie von Unverzagt. Kurz vor seinem Tod im Jahre 1754 beauftragte er Franz Anton Maulbertsch, die Gestaltung der Schlosskapelle, eines Turmzimmers und eines Zimmers in der ersten Schlossetage zu übernehmen. Im Turmzimmer gestaltete er ein Deckenfresko mit der Geschichte Actaeons und Dianas aus Ovids Metamorphosen. Das Nutzungsrecht am Schloss hatte bis zu ihrem Tod Margarethe de Maistre († 1965), geborene von Suttner. Sie war nach dem Ende des Zweiten Weltkrieges 1945 in das ehemalige Jägerhaus im Schlosspark eingezogen und setzte sich zeit ihres Lebens für den Erhalt und die Sanierung der Anlagen ein. Mit ihrem Tod gab die Familie den Besitz auf, im Jahre 1974 begannen erste Restaurierungen der Fresken, ehe mit dem Verkauf des Gebäudes und Grundstücksanteilen im Jahre 1979 der Besitz derer von Suttner an Schloss Ebenfurth endete. Leopold Gundacker war verehelicht mit Maria Anna Edle von Garelli (* 1717; † 28. Februar 1784), mit welcher er 12 Kinder hatte. Ihr Vater war Pius Nikolaus Garelli (1675–1739), Leibarzt Kaiser Karls VI., Dekan der medizinischen Fakultät der Universität Wien. Dessen enormer Bibliotheksbestand war bis 1748 in Verwahrung des Schwiegersohnes, ehe er auf Befehl der Kaiserin Maria Theresia der k.k. Theresianischen Ritterakademie eingegliedert wurde; Duplikate kamen in die Lemberger Bibliothek und wurden beim Beschuss vom 1. November 1848 eingeäschert.
1.1.1.1) Anna Therese von Suttner-Gundacker (* 7. Juli 1745; † 17. Januar 1792), vermählt am 26. Mai 1771 mit Karl Leopold Joachim Daniel Moser von Ebreichsdorf (* 2. September 1744; † 21. August 1823 in Wien). Ihr Ehemann erbte die Suttner´sche Herrschaft Ebenfurth, dort wurden beide bestattet.
1.1.1.2) Vinzenz Ferrerius Ritter von Suttner (* 2. Mai 1752; † 2. April 1795), Fideikommissherr der Herrschaften Kirchstetten, Mitterhof, Oberhöflein in den Jahren 1755–1795, Freyenthurn, Theras und Alt Prerau (Přerov nad Labem), vermählt (I) am 19. Jänner 1778 mit seiner Cousine (Person 1.1.2.1) Maria Theresia Reichsfreiin Moser von Ebreichsdorf (* 27. November 1755; † 3. Januar 1788 in Wien), Erbin der Herrschaft Harmannsdorf und (II) Maria Johanna Wilhelmine Freiin von Walterskirchen (* 19. September 1761; † 31. Mai 1832), eine Tochter des Josef Wilhelm Edlem Herren von Walterskirchen Reichsfreiherren zu Wolfstal und der Maria Anna Josefa Reichsfreiin Moser von Ebreichsdorf.
1.1.1.2.1) Maria J o s e p h a von Suttner (* Wien 3. Februar 1780; † dort 15. April 1828, begraben in Ober-Höflein), vermählt am 2. Februar 1801 mit A n t o n Paul Nikolaus Reichsgraf von Thurn und Valsassina, auf Spessa, Villalta, Cargnasco und Ziracco, Obersterbmarschall der gefürsteten Grafschaft Görz und Gradisca, Obersterblandsilberkämmerer in Kärnten, k. k. Kämmerer (* Görz 15. November 1775; † dort 7. Juli 1846)
1.1.1.2.2) Vincenz von Suttner (* 4. Februar 1785; † 28. August 1827), Besitzer von Oberhöflein in den Jahren 1795–1827 und der Feste Emmerberg von 1809–1811. Er war verehelicht mit Karolina Porodim, → weiter dort :Gründer der Älteren Linie.
1.1.1.2.3) Ferdinand von Suttner (* 11. März 1786; † 1. März 1859), vermählt mit Cajetana von Keßlern (* 11. März 1786; † 1. März 1859), → weiter dort: Gründer der Jüngeren Linie.
1.1.1.3) Leopoldine Maria Clara von Suttner († 1789)
1.1.2) (II) Juliana von Suttner (* 30. August 1719; 3. November 1797), vermählt mit Ferdinand Maximilian Reichsfreiherr Moser von Ebreichsdorf (* 29. Juli 1718; † 25. Januar 1779), Herr der Herrschaften Harmannsdorf und Schiltern
1.1.2.1) Maria Theresia Reichsfreiin Moser von Ebreichsdorf (* 27. November 1755; † 3. Januar 1788 in Wien), Erbin der Herrschaft Harmannsdorf, vermählt mit ihrem Cousin (Person 1.1.1.1) Vinzenz Ferrerius Ritter von Suttner (* 2. Mai 1752; † 2. April 1795), Fideikommissherr der Herrschaften Kirchstetten, Mitterhof, Oberhöflein, Freyenthurn, Theras und Alt Prerau
1.1.3) (II) Antonia von Suttner (* 2. April 1722; † Juni 1785), vermählt mit Franz Xaver Ritter Koller von Nagy Magna (* 1721; † 30. Januar 1787), Geheimer Rath, Eques Auratus und Obergespann des Barser, später Sohler Comitates. Er wurde mit Diplom von 1758 ungarischer Baron, mit Diplom von 1772 ungarischer Graf.
2.1) Johann Ferdinand Suttner († Göllersdorf 7. November 1721), „Nobilis Dms., Ferdinandus Suttner Phil. et Medicinae Doctor, Xenodochii medicus“, verehelicht am 9. September 1714 mit Maria Theresia Schwandner (getauft am 11. Juni 1694 in St. Stephan, Wien; † 19. November 1752, bestattet am 20. November 1752 in der Gruft ihrer Eltern: Joachim Johann Reichard Schwandner und Anna Christina Schück in St. Peter, Wien)

## Ältere Linie

### Freiherrliches Wappen
Dieses wurde am 12. Juli 1887 – d. h. ein Jahr später als der jüngeren Linie – dem Freiherrn Gustav Ferdinand von Suttner verliehen.
Das Wappen entspricht weitgehend dem freiherrlichen Wappen der jüngeren Linie, jedoch trägt hier der mittlere Helm mit rechts rot-goldener links blau-silberner Decke einen geschlossenen Adlerflug und der linke Helm mit schwarz-goldener Decke einen gold-gekrönten schwarzen Adler. Schildhalter sind hier zwei einwärts sehende goldene Greife. Auf einer goldenen Arabeske steht die Devise auf rotem Band mit goldener Schrift: „Schwinge die Lanze und trau auf Gott“.

### Stammliste

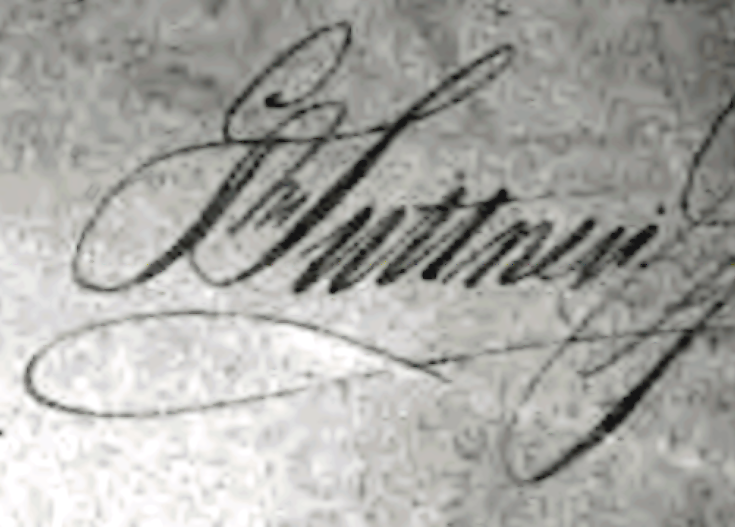
Unterschrift des Gustav Freiherrn von Suttner

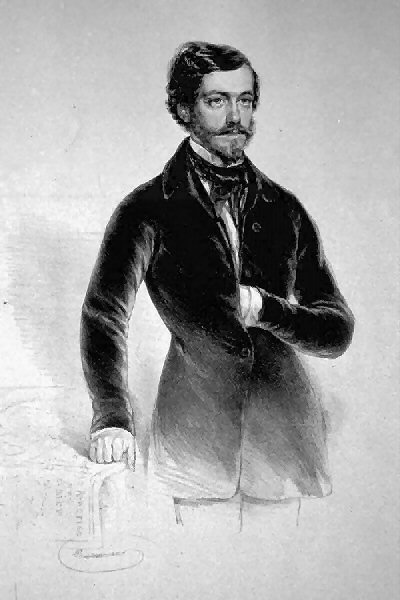
Gustav von Suttner, Lithographie von Rudolf Gaupmann

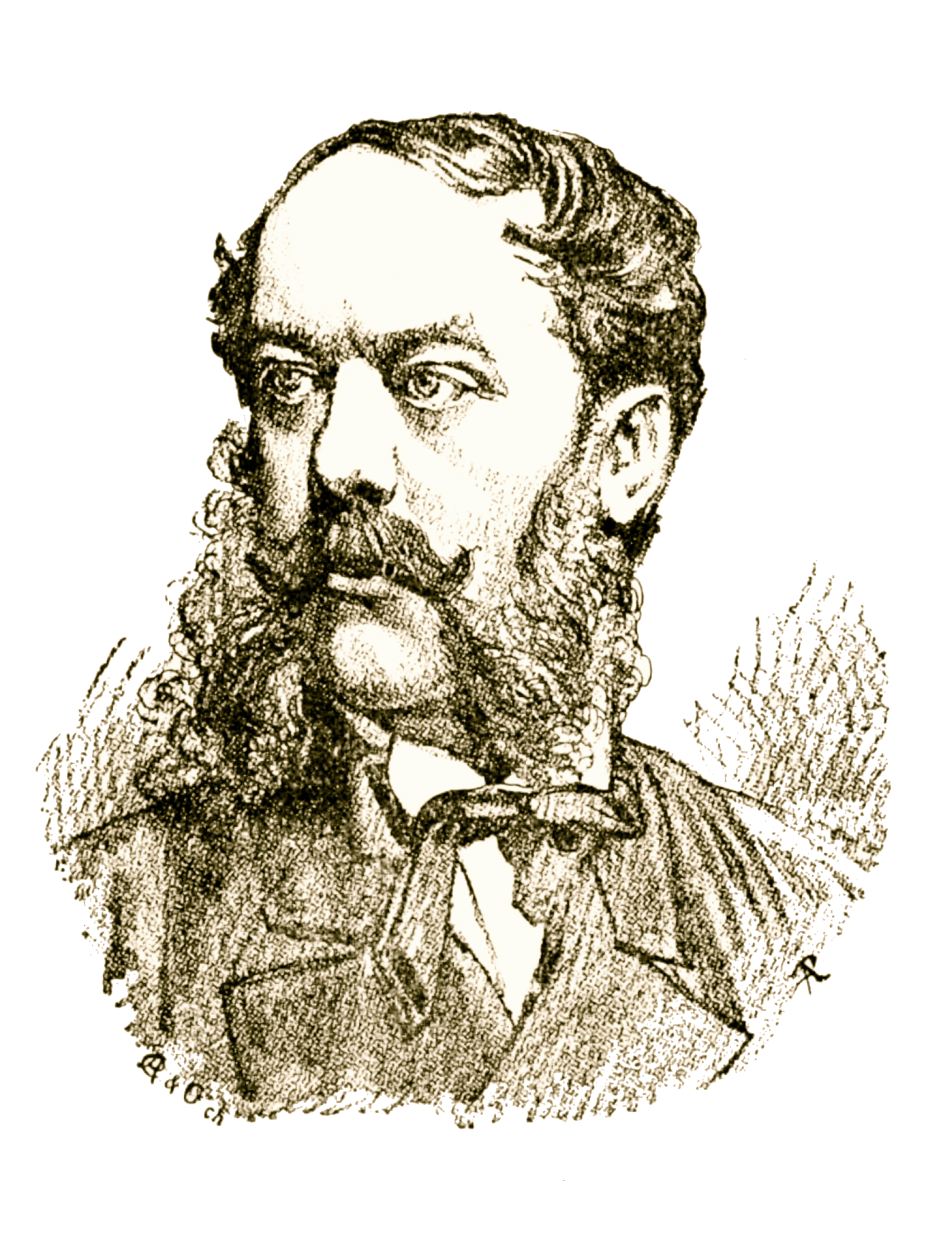
Gustav Freiherr von Suttner, um 1876

Marie von Suttner (Aufnahme vor 1896)

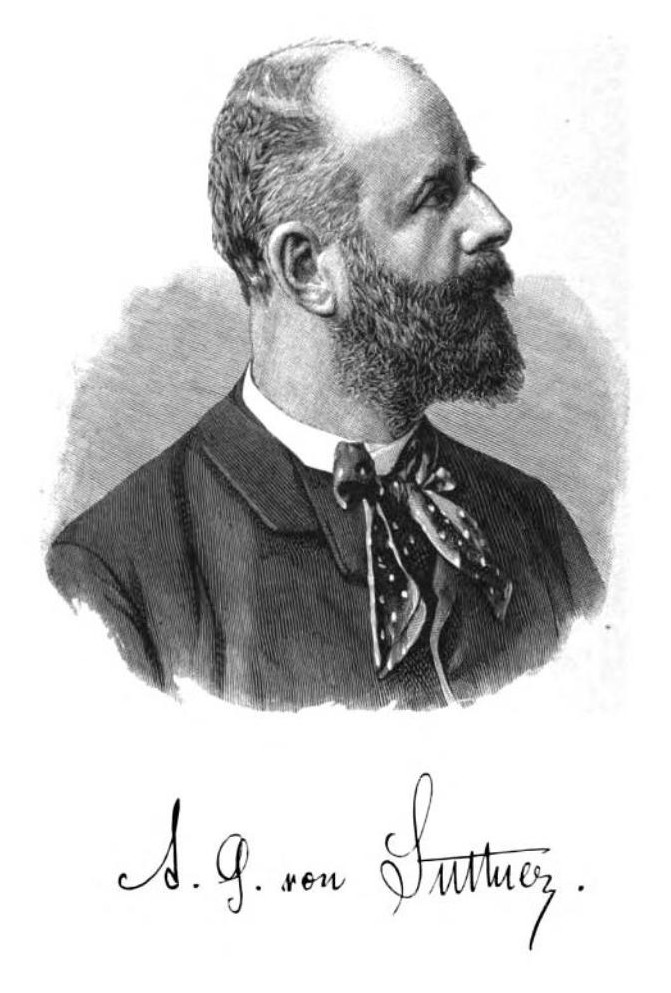
Arthur Gundaccar von Suttner

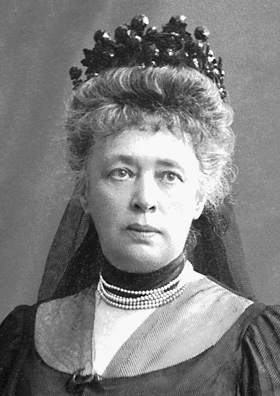
Bertha von Suttner, Friedensnobelpreis 1905

→ weiter hier:
1.1.1.2.2) Vincenz Ferrerius Ritter von Suttner (* 4. Februar 1785; † Schloss Kirchstetten 28. August 1827), Fideikommissherr auf Kirchstetten, Mitterhof, Oberhöflein und Freyen-Thurn-Theras in den Jahren 1795–1827 und der Feste Emmerberg von 1809–1811; heiratet 3. Juli 1823 Karolina von Porodim (* 24. Dezember 1794; † Hetzendorf 29. Juni 1844, Tochter des Ritters Anders von Porodim und der Maria Anna Swoboda.
1.1.1.2.2.1) Gustav Ferdinand Daniel Ritter von Suttner (* 4. September 1826; † 25. Oktober 1900), Mitglied des Abgeordnetenhauses des österreichischen Reichsrates, Fideikommissherr auf Oberhöflein, Kirchstetten und Mitterhof, Bezirk Mistelbach. Seine Mutter übernahm für ihn die Herrschaft über Oberhöflein bis zur Großjährigkeit des Sohnes. Das Gemeinwohl war ihm wichtig, daher ordnete er auf seinen Besitzungen das Armenwesen, sorgte für neue oder neu ausgestattete Schulen, stattete die Pfarre Oberhöflein als Patron mit entsprechenden Geldern aus und sorgte für Straßenbau. So veranlasste er den Bau der Handelsstraße nach Mähren zwischen Staatz und Wildendürnbach. Ein zweiter Straßenbau entstand von der Gutsgrenze Alt Prerau bis nach Laa. Gemeinsam mit Privatleute und Gemeinden teilte er sich die Kosten des Baues mehrere Brücken über die Thaya. Seine wissenschaftliche Ausbildung erfolgte in der Theresianischen Ritterakademie. Als Landwirt nutzte er stets die neuesten wissenschaftlichen Erkenntnisse zur Ertragssteigerung. Er machte Studienreisen nach Amerika und England, um die dortige Viehzucht und landwirtschaftliche Maschinen kennenzulernen. Die von Cyrus McCormick erfundene Mähmaschine (Reaper), der „Virginia-Reaper“ wurde von ihm importiert und verbreitet, so dass der Reaper bald in ganz Europa Interesse fand. Diese Bemühungen sorgten im Jahre 1855 für seine Wahl in Zentralausschuss der k.k. Landwirtschafts-Gesellschaft in Wien. Als Jurymitglied der Landwirtschaftsausstellung 1856 in Paris erhielt er von Kaiser Napoleon III. den Orden der Ehrenlegion. Von dieser Ausstellung brachte er einen Stier und zwei Kühe der Berner Simmenthaler Rasse mit, um das heimische Hornvieh zu veredeln. Im Jahre 1859 gründete er in der Ackerbauschule Grossau im Viertel ober dem Manhartsberg einen Stiftplatz. Im Jahre 1861 ließ er in Oberhöflein die erste aus England importierte eiserne Drainierröhrenpresse aufstellen. Diese Weitsicht und seine zahlreichen Ehrenämter wurden 1866 geehrt mit dem Orden der Eisernen Krone III. Klasse. Das Freiherrendiplom, welches ihn in den erbländischen Freiherrnstand erhob, erhielt er am 12. Juli 1867. Verehelicht war er bereits seit dem 8. Mai 1851 mit Adele Arioli Edle von Morkowitz (Markowitz) (* 19. April 1834; † Dobrzan 20. Mai 1913), auf Alt-Prerau, Tochter des Hans Arioli Edler von Morkowitz und der Emilie Freiin von Pouthon.
1.1.1.2.2.1.1) Rudolph Gundaccar Freiherr von Suttner (* Wien 23. August 1856; † Schloss Kirchstetten 24. April 1909), Fideikommissherr auf Kirchstetten, Mitterhof, Oberhöflein, Freyen-Thurn-Theras und Alt-Prerau, heiratet 10. Oktober 1892 Maria Cäcilia Sonnenfeld (* Csonopla 5. August 1871; † Schloss Kirchstetten 1. Oktober 1945)
1.1.1.2.2.1.1.1) Gustav Gundaccar Gottfried Freiherr von Suttner (* Kiseljak, Bosnien 8. November 1893; † Schloss Oberhöflein 22. Februar 1970)Fideikommissherr auf Kirchstetten, Mitterhof, Oberhöflein, Freyen-Thurn-Theras und Alt-Prerau K. u. K. OLt a. D., heiratet Schloss Therasburg 10. September 1921 Marie-Therese Gräfin von Attems-Heiligenkreuz, (* Baden bei Wien 22. Juli 1909) Tochter des K. u. K. Kämmerers Maximilian Graf von Attems-Gilleis Herr des ehemaligen Gilleis'schen Fideikommisses und der Herrschaft Therasburg, und der Franziska Faltis.
1.1.1.2.2.1.1.1.1) Maximilian Eleonore Rudolf Gustav Gundaccar Freiherr von Suttner (* Wien 19. August 1922; † Wien 26. Juli 1968) auf Kirchstetten, Mitterhof, Oberhöflein etc. heiratet standesamtlich 23. Jänner 1952, kirchlich 18. September 1952 Dorothea Gräfin von Gatterburg (* Wien 24. Mai 1926) auf Retz, Zwölfaxing und Pellendorf in Niederösterreich, Tochter des K. u. K. Oberleutnants i. R. Alexander Graf von Gatterburg, Fideikommissherr auf Retz, Zwölfaxing und Pellendorf, und der Olga Prosoroff-Wettberg (aus russischem Adel):
1.1.1.2.2.1.2) Mathilde Freiin von Suttner (* 15. August 1859 Wien) ehelichte am 21. April 1885 Constantin Maria Graf von dem Broel, genannt „Plater“ (* 16. Januar 1855 zu Ilince, Russisch-Polen), k.u.k. Oberleutnant d.R.
1.1.1.2.2.1.3) Aemiliane Marie Freiin von Suttner (* 19. September 1863 in Wien; † 1914), vermählt Wien am 3. August 1885 mit Reichsgraf Rudolf (Rodolfo) Montecuccoli degli Erri (22. Februar 1843 zu Modena; † 16. Mai 1922 Baden bei Wien), Marinekommandant und Chef des Reichskriegsministeriums, Marinesektion
1.1.1.2.2.1.3.1) Alfons Karl Graf von Montecuccoli degli Erri(1893–1952), k.u.k. Linienschiffsleutnant
1.1.1.2.2.1.4) Gertud Marie Josefine Rudolfine Freiin von Suttner (* Schloss Kirchstetten 23. Juni 1875; † Bad Mergentheim 23. März 1960, heiratet Wien 24. November 1900 Franz Joseph Reichsgraf von Zedtwitz auf Krugsreuth (* Krugsreuth, Böhmen, 27. Mai 1873; † Bad Mergentheim 22. Mai 1954)

## Jüngere Linie

### Freiherrliches Wappen

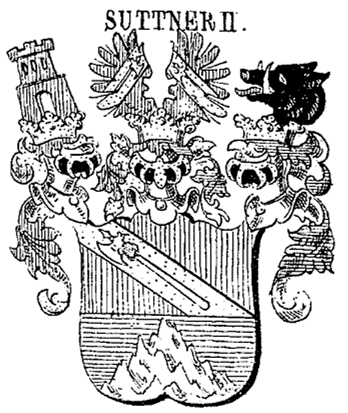
Wappen derer von Suttner (1866) in Siebmachers Wappenbuch

Wurde am 4. Dezember 1866 an Karl Gundaccar Freiherrn von Suttner verliehen:
Der Schild entspricht dem Stammwappen: ein von Rot über Blau quer geteilter Schild. Das obere Feld durchzieht ein schrägrechter, mit einer natürlichen goldbequasteten Hellebarde belegter goldener Balken. In dem unteren Feld steigt ein schroffer silberner Felsenberg aus dem Fußrande empor. Auf dem Hauptrand des Schildes ruht jedoch
die Freiherrnkrone mit drei darauf gestellten gekrönten Turnierhelmen. Der rechte Helm mit rot-goldener Decke trägt einen roten Zinnenturm mit offenem Tor und über demselben 3 Schießscharten nebeneinander, der mittlere Helm mit rot-goldener Decke trägt einen offenen roten Adlerflug, dessen rechter Flügel mit einem schräglinken wie im Schild belegten goldenen Balken belegt ist und der linke Helm mit blau-silberner Decke trägt einen einwärts gewendeten schwarzen Eberkopf. Den Schild halten zwei einwärts gekehrte silberne Windhunde mit goldenen Halsbändern, welche in den äußeren Vorderpfoten je ein gespitztes silbernes Turnierfähnchen an einem rot-silber umwundenem Schaft tragen. Das rechte Fähnlein ist unten mit einem roten Doppelstreifen versehen und zeigt den einwärts gekehrten schwarzen Eberkopf, das linke ist mit dem roten Turm belegt. Die Schildhalter stehen auf einer goldenen Arabeske, um welche sich ein blaues Band mit der Devise „Allzeit treu“ in silberner Schrift schwingt.

### Stammliste
→ weiter hier:
1.1.1.2.3) Ferdinand Ritter von Suttner (* 11. März 1786; † 1. März 1859), vermählt mit Cajetana von Keßlern (* 21. Mai 1792; † auf Schloss Harmannsdorf 10. August 1826), einer Tochter des Franz Pasqual Edlem von Kesslern
1.1.1.2.3.1) Karl Gundaccar Ritter, ab 1866 Freiherr von Suttner (* Wien 15. März 1819; † Schloss Harmannsdorf 15. November 1898), studierte Rechtswissenschaften an der Wiener Universität und legte 1845 den Amtseid als Richter ab. Er beherbergte 1848 den kaiserlichen Hof und in den Folgejahren die Mitglieder des Reichskriegsministeriums in seinem Schloss Zogelsdorf. Dort gehörten ihm die Steinbrüche, aus welchen der Zogelsdorfer Stein abgebaut wurde. Er fand unter anderem Verwendung bei den Bauten der Wiener Ringstraße (1860–1890). Er war k. k. Kämmerer und Kreiskommissär und später Landmarschall-Stellvertreter und Ritter des Österreichisch-kaiserlichen Leopold-Ordens und wurde am 4. Dezember 1866 in den Freiherrnstand erhoben. Er erbte von seinem Verwandten Daniel Karl Joseph Reichsfreiherr Moser von Ebreichsdorf (* 27. Februar 1780; † 7. Dezember 1839 in Wien) dessen väterliche Herrschaft Harmannsdorf. Karl Gundakar heiratete am 25. Jänner 1841 Karoline Knolz, eine Tochter des bedeutenden Mediziners Dr. med. Joseph Johann Knolz (* 2. März 1791 in Luttenberg in der Steiermark; † 12. Juni 1862 in Wien) Dieser war ordentlicher Professor der allgemeinen Pathologie und der Pharmakologie an der Universität in Wien, zeitweise Dekan der Medizinischen Fakultät. Er wurde 1833 Protomedicus und Sanitätsreferent im Rang eines wirklichen Regierungsrats bei der Landesregierung und wurde wegen seiner Verdienste am 10. Dezember 1840 zum Ehrenbürger der Stadt Wien ernannt. 1861 wurde er in den Ruhestand versetzt und mit dem Ritterkreuz des Franz-Joseph-Orden ausgezeichnet.
1.1.1.2.3.1.1) Freiherr Carl Gundaccar von Suttner (* 22. Jänner 1842; † 8. Dezember 1889), Ministerialsekretär im k.u.k. Ackerbauministerium in Wien, vermählt am 11. November 1871 zu Kronmetz mit Luise Johanne Reichsgräfin von und zu Firmian und Meggel (* 21. Juli 1850 zu Cavalese; † Wien 9. September 1911), eine Tochter des Reichsgrafen Ludwig v. u. z. Firmian u. Meggel und der Adelheid Piotrowska des Wappens Junosza.
1.1.1.2.3.1.1.1) Marie Freiin von Suttner (richtiger Vorname ist Maria Louise) (* 22. November 1873 in Wien); † 1948). Schriftstellerin und Geliebte ihres Onkels Arthur Gundaccar von Suttner (1850–1902), heiratete in Wien am 30. September 1905 Karl Aemilian von Häbler auf Gutenbichel und lebte dann auf Schloss Gutenbichel bei Schönstein in der Südsteiermark, heute Slowenien.
1.1.1.2.3.1.2) Richard Gundaccar Freiherr von Suttner (* 19. August 1844 auf Schloss Harmannsdorf; † Schloss Stockern 31. August 1909), Rittmeister a. D. Er erhielt für ausgezeichnete Tapferkeit und seine Verdienste als Ordonnanzoffizier im Okkupationsfeldzug in Bosnien und Herzegowina 1878 am 3. Dezember 1878 die Militär-Verdienstmedaille am Bande des Militär-Verdienst-Kreuzes. Er heiratete am 25. September 1870 in Stockern Pauline Marie Ponz von Engelshofen († 22. Juni 1848) die Erbtochter des Adolf Ritter Ponz von Engelshofen auf Schloss und Herrschaft Stockern und der Aemiliane Buresch und lebte anschließend im Schloss Stockern, dem Stammsitz derer von Engelshofen. Er hatte aus dieser Ehe vier Söhne und eine Tochter.
1.1.1.2.3.1.2.1) Candid G u n d a c c a r Richard Freiherr von Suttner (* 13. März 1872 Schloss Stockern (Niederösterreich); † Wien, 26. November 1939), auf Karlstetten und Doppel, später auf Stockern, K. u. K. Rittmeister i. R. heiratet in erster Ehe in Bonn am 19. November 1907 Thesy von Meester-Tilbourg (* Bonn 29. Dezember 1874, † …), Tochter von Arthur Ghislain von Meester-Tilbourg u. d. Sophia Feiin Geyr von Schweppenburg. Diese Ehe wurde am 28. Februar 1909 für ungültig erklärt. Er Heiratet in zweiter Ehe in Wien 29. Mai 1911 Ludvi†ne Reichsgräfin Marschall (*Wien 9. Oktober 1884; † Wien 30. Oktober 1965) Tochter von Maximilian Theodor Anton Reichsgraf Marschall aus dem Haus Burgholzhausen, K. u. K. Kämmerer und Oberstleutnant u. d. Wilhelmine Gräfin von Hallwyl.
1.1.1.2.3.1.2.1.1) Anton Gundaccar Freiherr von Suttner (* Wien 21. Februar 1912; † Zürich 4. August 1972), Leiter einer Geflügelfarm.
1.1.1.2.3.1.2.1.2) M a r i a Franziska Rosalia Freiin von Suttner († Wien 14. Mai 1915) heiratet in Budapest 1935 Ladislaus Lamos (aus ungarischem Adel) (* Budapest 1903) Kgl. ungarischer Rittmeister.
1.1.1.2.3.1.2.1.3) C a n d i d Gundaccar Maria Gerhard Freiherr von Suttner (* Karlstetten 2. Juli 1918) Fahrschulbesitzer, heiratet in erster Ehe in Wien am 13. Jänner 1940 Mechthildis Rauch (* Lemberg 21. April 1918) eine Tochter des K. u. K. Obersten Viktor Rauch u. d. Christine Bechtloff. Die Ehe wurde am 6. Februar 1957 geschieden. Er heiratete in zweiter Ehe zu Dürnstein am 9. März 1957 Maria Imhof von Geislinghof (* Wien 20. April 1935) eine Tochter des Sektionschefs Dr. Paul Ritter Imhof von Geislinghof. Kinder aus erster Ehe:
1.1.1.2.3.1.2.1.3.1) Eva Maria Freiin von Suttner (* Wien, 2. Dezember 1943) heiratet in der Pfarrkirche von Stockern am 29. September 1973 Dr. iur. Werner Ehrlich v. Ehrnfeldt (* Wien 7. Juli 1942) auf Schloss Illmau, Diplomat, österreichischer Botschafter, seit 2008 im Ruhestand.
1.1.1.2.3.1.2.1.3.2) R u d o l f Gundaccar Freiherr von Suttner (* Wien 9. September 1953) Landwirt, seit 1965 als Erbe seines Großonkels Rudolf Gundaccar Freiherrn von Suttner (* 1883; † 1965) Besitzer von Gut und Schloss Stockern.
1.1.1.2.3.1.2.1.4) R u d o l f Gundaccar Maria Freiherr von Suttner (* Schloss Karlstetten, fällt in Kreta am 20. Mai 1941)
1.1.1.2.3.1.2.1.5) F r a n z i s k a Romana Maria Freiin von Suttner (* Schloss Karlstetten 27. November 1921) heiratet in Philadelphia (USA) am 26. April 1947 Colliet Pflugfelder
1.1.1.2.3.1.2.1.6) M a r g a r e t h e Maria Magdalena Freiin von Suttner (* Schloss Karlstetten 8. Jänner 1924; † Starnberg 9. August 1957) heiratet Starnberg 2. Juli 1946 Heinz Reverchon, Industrieller
1.1.1.2.3.1.2.2) Richard Gundaccar Freiherr von Suttner (* 7. April 1874 Schloss Stockern; † Wien 2. Februar 1939) Revident der Staatsbahndirektion, heiratet Schloss Stockern 17. September 1899 Paula von Jaxa-Dembicka (* Livno, Herzegovina 29. August 1870; † Schloss Stockern 14. August 1932); Tochter des Konsuls Julius Ritter von Jaxa-Dembicki des Wappens Gryf u. d. Ida von Mehlem.
1.1.1.2.3.1.2.2.1) Maria Ev e l i n e Pauline Freiin von Suttner (* Wien 19. Juli 1900, + Wien 14. Dezember 1911)
1.1.1.2.3.1.2.3) Maria M a r g a r e t a Freiin von Suttner (* Schloss Stockern 8. Juli 1878; † Schloss Ebenfurth 20. Jänner 1965) heiratet in erster Ehe in Schloss Stockern 23. April 1900 Johann B a p t i s t Reichsfreiherrn von Moser (* Wien, 11. November 1869; † Schloss Ebenfurth 27. Jänner 1925) auf Ebenfurth und Achau, K. u. K. Oberleutnant d. D. Sie heiratet in zweiter Ehe in Wien am 24. September 1926 Xavier Vicomte de Maistre (+ Wien 12. September 1889, Rittmeister a. D.
1.1.1.2.3.1.2.4) Karl Gundaccar Freiherr von Suttner (* Schloss Stockern 6. November 1880; † dort 7. April 1932) K. u. K. Rittmeister a. D., heiratet Schloss Ebenfurt 3. Juni 1914 Maria Theresia Prinzessin Sulkowska des Wappens Sulima (* Schloss Achau 29. Juli 1894, + dort 27. April 1960) Tochter des Alexander Fürst Sulkowski Herzog zu Bielitz (der ostschlesischen Stadt Bielsko in Polen), Standesherr auf Bielitz (Bielsko) und der Maria Theresia Reichsfreiin Moser von Ebreichsdorf.
1.1.1.2.3.1.2.5) Rudolf Gundaccar Freiherr von Suttner (* Schloss Stockern 13. März 1883, + dort 18. April 1965) Herr auf Gut (ehemals Herrschaft Stockern, Patron der Pfarrkirche Stockern, Ehrenbürger von Sockern.
1.1.1.2.3.1.3) Arthur Gundaccar Freiherr von Suttner (* 21. Februar 1850 in Wien; † 10. Dezember 1902 auf Schloss Harmannsdorf), vermählt am 12. Juni 1876 mit Bertha Sophia Felicita Gräfin Kinsky von Wchinitz und Tettau, besser bekannt als Bertha von Suttner (* 9. Juni 1843 in Prag; † 21. Juni 1914 in Wien). Sie war eine Tochter des Generals Franz Joseph Graf Kinsky von Wchinitz und Tettau und seiner Gemahlin Sophie Wilhelmine von Körner Nach der Vermählung wurde Arthur Gundaccar enterbt, da seine Eltern mit dieser Ehe nicht einverstanden waren. In der Folge lebte das Ehepaar von 1876 bis 1885 in Georgien am Hof der Fürstin Jekatarina Dadiani von Mingrelien und betätigte sich mit Schriftstellerei. Nach der Rückkehr nach Österreich entwickelte sich Bertha von Suttner zu einer bedeutenden österreichische Pazifistin, Friedensforscherin und Schriftstellerin und wurde 1905 als erste Frau mit dem Friedensnobelpreis ausgezeichnet.
1.1.1.2.3.1.4) Karolina Freiin von Suttner (* 1. August 1853; † 1. Juni 1898 auf Schloss Harmannsdorf, heiratet auf Schloss Harmannsdorf am 14. April 1874 Eduard Reichsgraf Sizzo von Noris auf Castell-Ossana, Santo-Bartolomeo u. Covelo; † Trient 20. Mai 1893
1.1.1.2.3.1.5) Anna Maria Freiin von Suttner (* 14. Jänner 1854; † Ober-Aschbach 6. Dezember 1906)
1.1.1.2.3.1.6) Ludovica (Lotti) Freiin von Suttner (* 4. November 1856)
1.1.1.2.3.1.7) Mathilde Freiin von Suttner (* 13. Juni 1858; † 10. April 1878)